# Saint-Dyé-sur-Loire
Saint-Dyé-sur-Loire là một xã thuộc tỉnh Loir-et-Cher miền trung nước Pháp.